# Marina Sirtis
 (juin 2015).
Si vous disposez d'ouvrages ou d'articles de référence ou si vous connaissez des sites web de qualité traitant du thème abordé ici, merci de compléter l'article en donnant les références utiles à sa vérifiabilité et en les liant à la section « Notes et références ».
Marina Sirtis, née le 29 mars 1955 à East End, près de Londres, en Angleterre, au (Royaume-Uni), est une actrice et productrice britannico-américaine.
Elle est principalement connue pour son rôle de Deanna Troi dans la série télé Star Trek : La Nouvelle Génération.

## Biographie

### Jeunesse & Débuts
Marina Sirtis est née le 29 mars 1955 à East End, près de Londres, Royaume-Uni.

## Filmographie

### Cinéma
- 1983 : La Dépravée : la fille de Jackson
- 1984 : Space Riders
- 1984 : Onde de choc : Hooker
- 1985 : Le Justicier de New York : Maria
- 1990 : One Last Chance (téléfilm) : Maria
- 1992 : Waxwork II: Lost in Time : Gloria
- 1994 : Star Trek : Générations : Deanna Troi
- 1996 : Star Trek : Premier Contact : Deanna Troi
- 1998 : Star Trek : Insurrection : Deanna Troi
- 1999 : Paradise Lost : Dr Christine DuMaurier
- 2002 : Terminal Error (en) de John Murlowski : Alex
- 2002 : Star Trek : Nemesis : Deanna Troi-Riker
- 2003 : Net Games : Cindy Fielding
- 2004 : Spectres : Laura Lee
- 2004 : Walking on Water : Sarah
- 2004 : Collision : Shereen
- 2007 : Manhattan Samouraï : Mary
- 2008 : The Grudge 3 : Gretchen
- 2009 : Hooligans 2 : Veronica Mavis
- 2019 : Virtual Games (Max Winslow and the House of Secrets) de Sean Olson (en)
- 2023 : (téléfilm) Amour à Santorin (Love's Greek to Me) de Michael Robison : Athena Atlas

### Télévision
- 1978 : Le Voleur de Bagdad : Harem Girl
- 1986 : Le Retour de Sherlock Holmes (série) : Lucrezia Venucci
- 1987 - 1994 : Star Trek : La Nouvelle Génération (série) : Deanna Troi
- 1996 : Gadgetman : Detective Inspector Walker
- 1998 : Star Trek: Voyager : Deanna Troi
- 1999 : Au-delà du réel : L'aventure continue : Olivia Kohler (Saison 5, épisode 4)
- 2000 : Invasion planète Terre (saison 3, épisode 10) : Sœur Margaret
- 2000 : Stargate SG-1 (saison 4, épisode 7) : Dr Svetlana Markov
- 2002 : Through the Fire : Mary
- 2005 : The Closer : L.A. enquêtes prioritaires : Layla Moktari (Saison 1 épisode 11)
- 2005 : Star Trek: Enterprise : Deanna Troi (Saison 4 épisode 22)
- 2007 : Beowulf et la Colère des dieux : reine Wealhtheow
- 2009 : Championnes à tout prix (série) : Dr Anna Kliester (saison 1)
- 2009 : L'Équation de l'apocalypse : Paxton
- 2013 : NCIS : Enquêtes spéciales (série) : Orli Elbaz, directrice du Mossad
- 2018 : Sharknado 6 : It's About Time (téléfilm) : Winter
- 2018 : Titans (série) : Maire Granger
- 2019 : The Orville (saison 2, épisode 12 : Sanctuaire) : L'institutrice
- 2020 : Star Trek: Picard : Deanna Troi

### Doublage
- 1994 : Gargoyles, le film : Demona (voix)
- 1994 : Gargoyles, les anges de la nuit (série) : Demona (voix)
- 1996 : Gargoyles: The Goliath Chronicles (série) : Demona (voix)
- 1998 : Gargoyles: The Hunted : Demona (voix)
- 1998 : Gargoyles: Brothers Betrayed : Demona (voix)
- 2020 : Star Trek: Lower Decks : Deanna Troi (voix)
- 2020 : Virtual Games : Haven (voix)

### Comme productrice
- 2004 : Spectres
- 2004 : Walking on Water